# M-Bahn

Trasa kolei

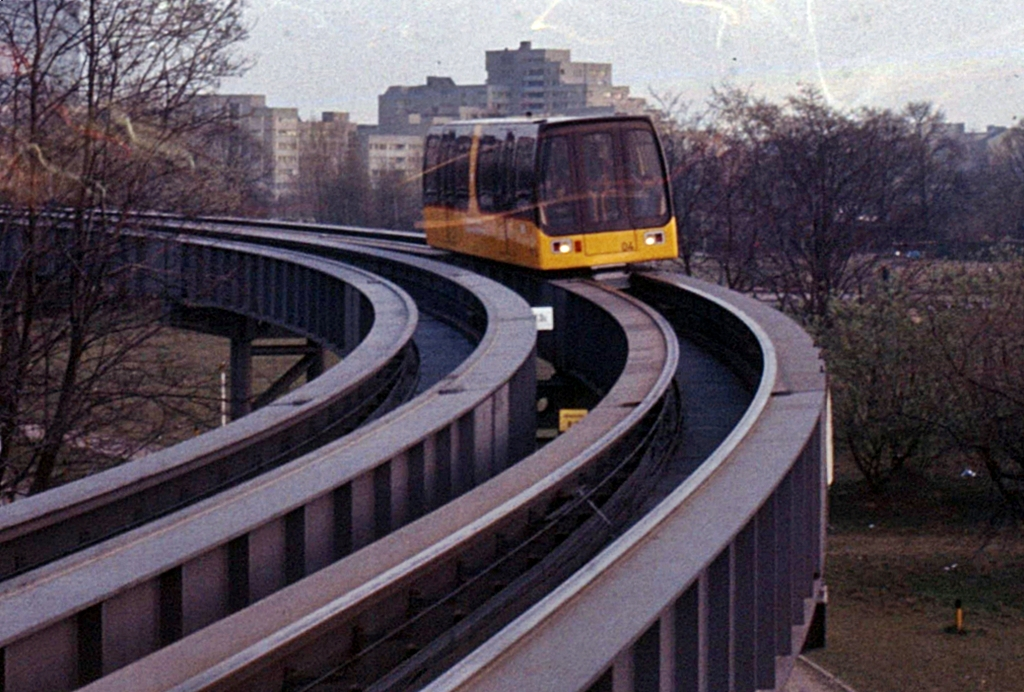
Kolej maglev w Berlinie

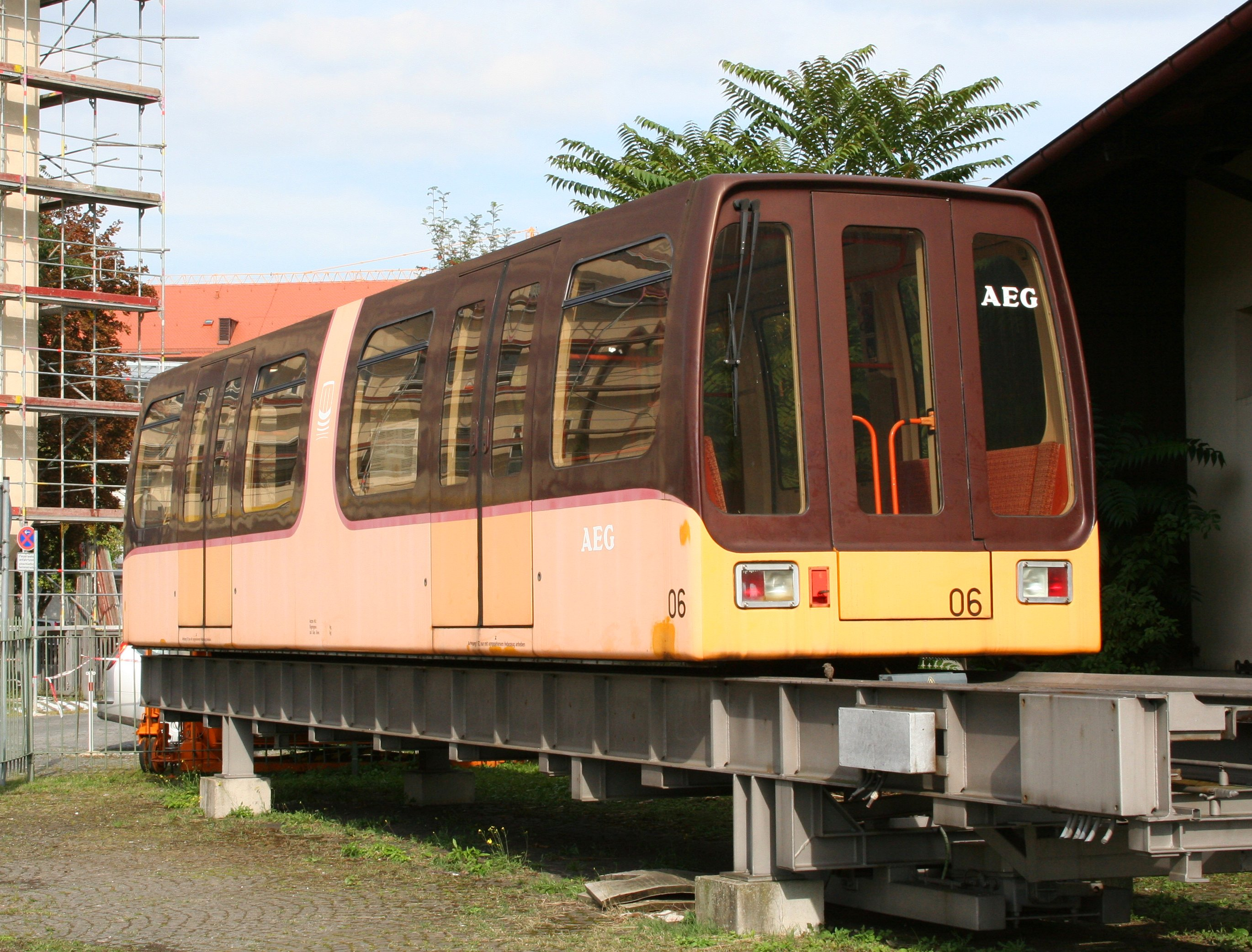
Wagon kolei w muzeum w Norymberdze

M-Bahn, Magnetbahn – linia kolejowa typu maglev w Berlinie, czynna w latach 1989–1991. Jej długość wynosiła 1,6 km, a na trasie znajdowały się trzy stacje, w tym dwie z nich świeżo zbudowane. Linia została zbudowana, aby zapełnić lukę transportową spowodowaną wybudowaniem muru berlińskiego; po zjednoczeniu Berlina zlikwidowana. M-Bahn była drugą linią typu maglev na świecie, w tym pierwszą w warunkach miejskich, po linii w Birmingham, używanej na lotnisku.

## Historia
Pierwszy fragment berlińskiego metra zawierał odcinek na estakadzie między stacjami Gleisdreieck i Potsdamer Platz. Po podziale Berlina stacja Gleisdreieck znalazła się na terytorium Berlina Zachodniego, podczas gdy stacja Potsdamer Platz była położona bezpośrednio przy granicy z Berlinem wschodnim. Po wybudowaniu muru berlińskiego w 1961 pociągi z obu stron kończyły swój bieg na ostatniej stacji przed Potsdamer Platz. Około roku 1972 zamknięto dwie stacje przed Potsdamer Platz od strony zachodniej, ponieważ obszar ten obsługiwała inna linia metra.
Obszar Berlina Zachodniego przyległy do Potsdamer Platz wymagał podłączenia do sieci metra, co ostatecznie osiągnięto budując M-Bahn, który wykorzystywał nieczynne perony na Gleisdreieck i tory metra na północ w kierunku granicy. Następnie trasa zbaczała na zachód, by zakończyć się w okolicy Potsdamer Platz, jeszcze w Berlinie Zachodnim.
Prace nad budową linii rozpoczęto w roku 1983. Prace finansowały m.in. rząd Berlina Zachodniego i RFN, a wyasygnowana na ten cel kwota wynosiła 50 mln marek niemieckich. Pierwsze przebiegi próbne miały miejsce w czerwcu 1984 na południowym odcinku linii. Do pierwszej jazdy testowej użyto wagonu wykorzystywanego uprzednio na torze testowym w okolicach Brunszwiku, a pierwsze wagony przeznaczone dla berlińskiej M-Bahn dostarczono w roku 1986. Planowano rozpoczęcie przewozów w maju 1987, jednak pożar na stacji Gleisdreieck, który miał miejsce w kwietniu, zniszczył jeden wagon, a drugi znacznie uszkodził.
Wybudowano jeszcze cztery wagony według tego samego projektu. Kilka razy wyznaczano datę rozpoczęcia eksploatacji, jednak terminów nie dotrzymano. W grudniu 1988 wagon testowy nie zatrzymał się na stacji Kemperplatz i jeden z wagonów spadł z estakady, ulegając zniszczeniu. Kolej zaczęła funkcjonować w sierpniu 1989. Początkowo obsługa linii odbywała się z przerwami, przewoźnik nie brał odpowiedzialności za punktualność, a przewozy były bezpłatne. Oficjalnie regularną eksploatację w ramach zintegrowanego transportu miejskiego rozpoczęto w lipcu 1991.
Gdy M-Bahn rozpoczął regularne kursy, rozpoczął się proces ponownego zjednoczenia miasta, nieprzewidziany przez twórców kolei. Stało się konieczne przywrócenie zawieszonych linii metra, co wymagało usunięcia M-Bahn. Zanikła także pierwotna potrzeba istnienia kolei magnetycznej, gdyż obsługiwane przez nią obszary były łatwo dostępne z Potsdammer Platz. Demontaż M-Bahn rozpoczął się dwa miesiące po jej oficjalnym starcie, a zakończony w lutym 1992. Przywrócono połączenie linią U2 między Gleisdreieck a Potsdamer Platz.

## Transport
Na potrzeby kolei powstało 8 składów. Podczas swojego istnienia kolej przewiozła 3 mln pasażerów. Wagony kolei magnetycznej nosiły oznaczenie M80.
Dane techniczne:
- masa 10 ton
- pojemność 80 pasażerów
- prędkość – do 80 km/h[1]